# Наконечний Ігор Анатолійович
Ігор Анатолійович Наконечний (нар. 23 лютого 1960, Київ, Українська РСР) — український футбольний тренер. У минулому — український та радянський футболіст, півзахисник. Відомий виступами за київський СКА, одеський «Чорноморець» та запорізький «Металург».
Відомий також як тренер тираспольського «Шерифа», азербайджанського «МКТ-Араз» та одеського «Чорноморця».

## Життєпис
Ігор Наконечний народився 23 лютого 1960 року у Києві. Перший футбольний клуб майстрів — СКА Київ, там Ігор Анатолійович провів 77 матчів, де забив дев'ять голів. Грав також за клуби армії Києва та Одеси, одеські «Чорноморець» та «СКА-Лотто», запорізькі «Металург» та «Віктор», а також «Вестманнаейю» з Вестманнових островів.

## Досягнення
Тренер
- Національний дивізіон Молдови
  -  Чемпіон (1): 2003-04

- Суперкубок Молдови
  -  Володар (1): 2003